# سلطنت مردمی
سلطنت مردمی (به انگلیسی: Popular Monarchy) اصطلاحی است که کینگزلی مارتین (۱۹۳۶) برای عنوان‌های سلطنتی به کار می‌برد که به سلطنت بر یک ملت اشاره می‌کند نه لزوماً بر یک قلمرو. این هنجار در دوران باستان کلاسیک و در بیشتر قرون وسطی بود، و چنین عناوینی در برخی از پادشاهی‌های اروپای قرن ۱۹ و ۲۰ حفظ شد.
در طول انقلاب فرانسه، لوئی شانزدهم مجبور شد عنوان خود را تغییر دهد تا نشان دهد که او «پادشاه فرانسوی‌ها» است نه «پادشاه فرانسه»، به موازات عنوان «شاه فرانک ها» (rex Francorum) که در فرانسه قرون وسطی استفاده می‌شد.
در حال حاضر، بلژیک تنها سلطنت مردمی صریح را دارد، عنوان رسمی پادشاه آن، پادشاه بلژیکی‌ها و نه پادشاه بلژیک است.